# 谷琢磨
谷 琢磨（たに たくま、1977年11月17日 - ）は、日本の男性ボーカリスト。2005年に結成された切ナ色歌謡ロックバンド「実験台モルモット」コエ担当。2011年からは男の娘として活動。歌手、モデル、イラストレーターなどで活動中。東京都出身。本名、谷琢磨。既婚。

## 略歴
3歳からピアノを15年、声楽は18年習っていた。専門学校在学中にリヴァプールへ留学し、腹式呼吸の歌唱法ではなく、「共鳴腔」という体の穴の空いている部分に声を増幅させる歌い方をトレーニングし、現在の歌い方を習得。帰国後は、ミュージックステーションなどのコーラス隊の指導を担当し、現在に至る。
2005年、切ナ色歌謡ロックバンド「実験台モルモット」結成。コエ担当としてボーカル、作詞・作曲、イラストワークを担当。路上ライブやライブハウスでの活動を始める。
2011年、ロリータ雑誌の撮影モデルが急遽欠席になり「谷君出てくれない?」と、世話になっていた会社から依頼され女装。以後、バンド活動のステージ衣装でも女装した男性「男の娘」として活動。
2013年、オリジナルデザインの「涙タイツ」を本数限定発売。
2014年、Zepp Tokyoでのライブの為、大伴涙（ねこみみ。）、ティッシュ姫、透ch（美女♂men）らとともに一夜限りの「男の娘」バンド「少年シンデレラ」結成。ボーカルを担当し、初ステージながら大成功を収めた。その後も企画ライブなどで復活し、会場ではオリジナル曲と其々のバンドの曲を収録したアルバム『男の娘ンピレーション』や限定グッズが発売されている。
2014年、オリジナルデザインのコルセットスカート「めいめい森のスカート」、「嘘泣きシール」発売。
2015年、オリジナルデザインの「格子涙のスカアト」を30着限定発売、即日完売。「みんなのウィッグやさん」より谷琢磨オリジナルボブウィッグ発売。
2015年、12月運転免許証を女装の姿で更新。「事前に免許センターに問い合わせた所、免許には性別の記載はなく普段の生活に支障ない格好で更新できる」と自身のTwitterやブログに記載した。
2016年、KOKOMI（ex.Asriel）と男女逆転ユニット「AuteCouture（オートクチュール）」を結成。4月の音楽即売会M3にて「Merry sad AntiQue doll」を発売し、現在もアニメイト、メロンブックス、コミックとらのあな、あきばお〜こくにて委託販売をしている。同年9月にはライブも行われた。
2017年1月、朗読劇&Live「リム・カナン」に出演。2日間で3公演。
2020年10月、ねこみみ。にゲストボーカルとして参加。『ねこみみ。featuring 谷琢磨』として楽曲配信リリース。
2020年3月、ぱんだ楽坊。にボーカルとして参加。11月、『パンダの宝物』CDとしてリリース。
2024年8月、ぱんだ楽坊、ファーストアルバム『ぱんだの贈り物』CDとしてリリース。

## 作品

### 実験台モルモットCD
- 「中野ノ街ニ雨ガ降ル」 （1stシングル廃盤）
- 「ヒポコンデリー」 （2ndシングル廃盤）
- 「ピカピカのバッジ」 （3rdシングル廃盤）
- 『六人六様』 （セルフカバーアルバム廃盤）
- 『箱庭の音樂会』 （全10曲、1stアルバム、JAN4582360410010）
- 「世界の終わりゴッコ」 （全3曲、アルバム未収録曲、2010年、JAN4582360410027）
- 『良い子のための感傷キセカヱ型録』 （全8曲、2011年、JAN4582360410034）
- 『千編万歌』 （全5曲、セルフカバーアルバム、2012年、JAN4582360410041）
- 『見開キ♡こころ 断面図』 （全10曲、2013年、JAN4582360410072）
- 「鮮やかな灰色のパレヱド」 （2014年、シングル音品物語）
- 「ジアスターゼの鞄」 （2015年、シングル音品物語）
- 「病猫タナトフォビア」 （2015年、シングル音品物語）
- 「メルクマールの表彰台」 （2015年、シングル音品物語）
- 『メランコリパルフェ』 （全10曲、2015年、JAN4582360410201）